# 三和村 (愛知県知多郡)
三和村（みわむら）は、愛知県知多郡にかつて存在した村。明治以降、2つの三和村が存在した。
1：1878年12月28日に成立した三和村。知多半島東側（三河湾側）に位置し、後の河和町、現・美浜町。
2：1906年5月1日に成立した三和村。知多半島内陸部に位置し、現・常滑市北東部。
ここでは、2の三和村について記述する。尚、1の三和村は、1884年に河和村、浦戸村、古布村に分立しており、2つの三和村の重複時期は無い。

## 歴史
- 江戸時代、この地域は尾張藩領であった。
- 1878年（明治11年） -
  - 矢田村と久米村が合併し、米田村となる。
  - 前山村、石瀬村、宮山村が合併し、金山村となる。
- 1883年（明治16年） - 米田村が、矢田村と久米村に分立する。
- 1906年（明治39年）5月1日 - 矢田村、久米村、金山村が合併し、三和村となる。
- 1954年（昭和29年）4月1日 - 常滑町、大野町、西浦町、鬼崎町、三和村が合併し市制施行。常滑市となる。

## その他
- 伊勢湾に注ぐ矢田川、前山川流域であり、古くから大野谷と呼ばれている。また、平安時代頃、「大野庄」という荘園があり、その一部であった。